# Saint-Germain-sur-Moine

Saint-Germain-sur-Moine este o comună în departamentul Maine-et-Loire, Franța. În 2009 avea o populație de 2,771 de locuitori.